# Lunettes noires (film, 1997)
Pour les articles homonymes, voir Lunettes noires.
Pour plus de détails, voir Fiche technique et Distribution.
Lunettes noires est un film ivoirien réalisé par Owell Brown, sorti en 1997.

## Synopsis
Le destin de José et Lisa, couple d'amoureux sans histoires, est bouleversé par la rencontre avec Max, caissier dans une station service, qui est présenté par mes médias comme un potentiel agresseur. Parano, il se prépare à tout...

## Fiche technique
- Titre français : Lunettes noirs
- Réalisation et  Scénario  : Owell Brown
- Société(s) de production : Chahrazad Productions Audiovisuelles
- Pays d'origine :  Côte d'Ivoire
- Langue : Français
- Genre : Fiction
- Durée : 6 minutes
- Dates de sortie : 1997
- Scénariste : Owell A. Brown
- Ingénieur du son : Jean-François Chevalier
- Auteur de la musique : Confrérie (La)
- Directeur de la photo : Daniel Cattan
- Montage : Anouk Zivy

## Distribution
- Chahrazad Productions Audiovisuelles

## Autour du film
- Le Mec idéal
- Paris, la métisse